# Emma Jacques
Pour les articles homonymes, voir Jacques.
Emma Jacques, née le 29 novembre 2001 à Metz (Moselle), est une handballeuse internationale française évoluant au poste d'arrière droite au Metz Handball, en Division 1.

## Biographie

### Ascendance et formation
Issue d'une famille connaissant bien le milieu du handball, elle est la fille de Pascal Jacques, joueur international français des années 1980 et de Mélinda Jacques-Szabo, ancienne arrière droite de l'équipe de Hongrie et de France, dernière sélection avec laquelle elle est devenue championne du monde en 2003. Emma, elle, commence la pratique du handball à l'âge de 5 ans à La Réunion où ses parents exercent dans la discipline. Sur place, elle joue dans le club local de La Tamponnaise HBF, à proximité de Saint-Pierre. Arrivée en France métropolitaine en 2016 après plus de dix ans sur l’île, elle rejoint le centre de formation de Metz Handball afin de parfaire son apprentissage dans le but de devenir joueuse professionnelle,,. Au cours de sa dernière année en junior, le 23 septembre 2020, elle dispute à l'âge de 18 ans son premier match avec les professionnelles de l'équipe première, lors d'une rencontre de Division 1 contre l'ES Besançon. De plus, elle joue ce jour-là au même poste, avec le même numéro de maillot (le 2) et dans le même club que sa mère, retraitée des terrains depuis 2004,. Puis elle découvre rapidement la Ligue des champions, avant de disputer une rencontre particulière en D1 face à Saint-Amand, équipe où sa mère occupe le poste d’entraîneure adjointe. Cette dernière qui pour l'occasion, retrouve Les Arènes de Metz, seize ans après son départ du club,.

### Carrière en club
Début janvier 2021, elle paraphe son premier contrat professionnel avec Metz Handball qui prend effet à partir de la saison 2021/2022,.
Le 1er décembre 2021, elle prolonge son contrat avec le club mosellan de trois saisons supplémentaires, soit jusqu'en 2025, constituant un contrat rare pour une joueuse de par cette durée. La dernière à avoir eu un tel contrat pour le club étant Laura Glauser. Son entraîneur Emmanuel Mayonnade déclare sur ce fait : « C’est une marque de confiance incroyable que témoigne Emma à la structure que de signer un contrat de 3 ans » puis ajoute qu'il « aspire à ce qu’elle soit l’arrière droite de Metz Handball, aujourd’hui, demain et après demain ». Le 13 avril 2022, elle se blesse gravement au genou gauche (rupture du ligament croisé) lors de la demi-finale de Coupe de France de son club face à Chambray et se retrouve éloignée des terrains jusqu'à l'automne 2022.

### En sélection
Après avoir été appelé en équipe de France une première fois en avril 2021 dans le cadre du « Projet Horizon 2024 », elle est à nouveau convoquée par le sélectionneur Olivier Krumbholz en vue de la préparation aux Jeux olympiques de Tokyo, sans toutefois à la fin prendre part à la compétition, n'ayant été retenue dans la liste définitive. Le technicien déclare à son sujet : « Elle a vraiment un gros potentiel. Elle a un très gros bras, beaucoup de puissance de tir ». Elle joue son premier match en sélection nationale le 6 octobre 2021, à l'occasion d'un match qualificatif pour le Championnat d'Europe 2022 face à la Tchéquie (victoire 38-22 des Bleues) se déroulant au Palais des sports de Besançon.

## Palmarès

### En club
Championnat de France (6) :
- Vainqueur en 2017, 2018, 2019, 2022, 2023, 2024, 2025.

### En sélection
Néant